# World Series of Poker Asia Pacific
Le World Series of Poker Asia Pacific (WSOP APAC) est la troisième expansion de compétition mondiale de tournois de poker à l'extérieur des États-Unis. Depuis 1970, les participants ont dû voyager à Las Vegas, dans le Nevada s'ils ont voulu rivaliser dans la compétition mondiale de Poker. Bien que le WSOP ait commencé à tenir de grands événements de poker en 2005 dans d'autres états, les tournois principaux, qui ont attribué des bracelets (la récompense) aux gagnants, ont été exclusivement tenu à Las Vegas. En 2007, la compétition mondiale inaugurale de poker en Europe a été marqué la première fois que l'on a attribué un bracelet WSOP à l'extérieur de Las Vegas. Le WSOP est moins étendu en Afrique en 2010 et 2012, cependant ces événements n'a pas accordé de bracelets. Depuis 2014, les WSOP APAC (2014, 2016, etc.) se dérouleront en alternance avec les World Series of Poker Europe (2015, 2017, etc.).

## Résultats

### 2013
| Tournoi                              | Vainqueur       | Prix        | Finaliste            |
| ------------------------------------ | --------------- | ----------- | -------------------- |
| 1 100 $ No Limit Hold'em Accumulator | Bryan Piccioli  | 211 575 $   | Jonathan Karamalikis |
| 1 650 $ Pot Limit Omaha              | Jim Collopy     | 69 662 $    | Edison Nguyen        |
| 2 200 $ Mixed Event                  | Phil Ivey       | 51 840 $    | Brandon Wong         |
| 5 000 $ No Limit Hold'em Six Handed  | Aaron Lim       | 233 800 $   | Andy Lee             |
| 10 000 $ No Limit Hold'em Main Event | Daniel Negreanu | 1 038 825 $ | Daniel Marton        |

### 2014
| Tournoi                                          | Vainqueur          | Prix       | Finaliste      |
| ------------------------------------------------ | ------------------ | ---------- | -------------- |
| 1 100 A$ No Limit Hold'em Accumulator            | Luke Brabin        | 131 365 A$ | Didier Guerin  |
| 2 200 A$ No Limit Holdem                         | Junzhong Loo       | 107 500 A$ | Aik Chuan Nee  |
| 1 650 A$ Pot-Limit Omaha                         | Jeff Lisandro      | 51 660 A$  | Jason Gray     |
| 1 650 A$ No Limit Holdem Terminator              | Scott Calcagno     | 67 245 A$  | Nelson Maccini |
| 5 000 A$ Pot-Limit Omaha                         | Sam Higgs          | 127 843 A$ | Mike Watson    |
| 1 650 A$ Dealers Choice - 8 Game                 | Rory Young         | 42 720 A$  | Sam Khouiss    |
| 2 200 A$ No Limit Holdem 6 Max                   | Alexander Antonios | 128 784 A$ | Michael Tran   |
| 5 000 A$ Mixed Event - 8 Game                    | George Danzer      | 84 600 A$  | Scott Clements |
| 10 000 A$ WSOP APAC Main Event - No Limit Holdem | Scott Davies       | 850 136 A$ | Jack Salter    |
| 25 000 A$ High Roller No-Limit Holdem            | Mike Leah          | 600 000 A$ | David Yan      |